# Saison 1919-1920 des Canadiens de Montréal
 (31 octobre 2021).
Les normes d'accessibilité du Web doivent être respectées sur les articles liés au hockey sur glace.
Les articles possédant ce bandeau sont listés dans la catégorie:Article hockey sur glace non accessible.
Les points d'amélioration suivants sont les cas les plus fréquents :
- Tableaux de données : utiliser les modèles préformatés déjà disponibles ou consulter l'aide ;
- Listes à puces : les listes à puces sont créées grâces aux astérisques. Il ne doit pas y avoir de ligne vide entre deux astérisques ;
- Langue : tout changement de langue doit être signalé grâce au modèle {{langue}} ou au paramètrelangue=quand le modèle {{Lien web}} est utilisé dans les références ;
- Alternative textuelle : toute image doit être accompagnée d'une description sommaire (à ne pas confondre avec la légende).

Voir aussi Wikipédia:Atelier accessibilité/Bonnes pratiques.
Nota : ce bandeau ne concerne pas les problèmes d'accessibilité dus aux modèles utilisés.
Autres saisons
Saison précédente Saison suivante
La saison 1919-1920 de hockey sur glace est la onzième saison que jouent les Canadiens de Montréal. Ils évoluent alors dans la Ligue nationale de hockey et finissent à la 2e place dans la première demie et 3e place dans la deuxième demie.

## Saison régulière

### Classement

#### 1redemie
|                         | PJ | V | D  | N | Pts | BP | BC |
| ----------------------- | -- | - | -- | - | --- | -- | -- |
| Sénateurs d'Ottawa      | 12 | 9 | 3  | 0 | 18  | 59 | 23 |
| Canadiens de Montréal   | 12 | 8 | 4  | 0 | 16  | 62 | 51 |
| St. Patricks de Toronto | 12 | 5 | 7  | 0 | 10  | 52 | 62 |
| Bulldogs de Québec      | 12 | 2 | 10 | 0 | 4   | 44 | 81 |

#### 2edemie
|                         | PJ | V  | D  | N | Pts | BP | BC |
| ----------------------- | -- | -- | -- | - | --- | -- | -- |
| Sénateurs d'Ottawa      | 12 | 10 | 2  | 0 | 20  | 62 | 41 |
| St. Patricks de Toronto | 12 | 7  | 5  | 0 | 14  | 67 | 44 |
| Canadiens de Montréal   | 12 | 5  | 7  | 0 | 10  | 67 | 62 |
| Bulldogs de Québec      | 12 | 2  | 10 | 0 | 4   | 47 | 96 |

## Match après match

### 1redemie

#### Décembre
| No | Date        | Visiteur           | Score  | Domicile                | Fiche |
| -- | ----------- | ------------------ | ------ | ----------------------- | ----- |
| 1  | 25 décembre | Bulldogs de Québec | 5 - 12 | Les Canadiens           | 1-0-0 |
| 2  | 27 décembre | Sénateurs d'Ottawa | 2 - 0  | Les Canadiens           | 1-1-0 |
| 3  | 31 décembre | Les Canadiens      | 1 - 5  | St. Patricks de Toronto | 1-2-0 |

#### Janvier
| No | Date       | Visiteur                | Score  | Domicile                | Fiche |
| -- | ---------- | ----------------------- | ------ | ----------------------- | ----- |
| 4  | 7 janvier  | Les Canadiens           | 3 - 4  | Sénateurs d'Ottawa      | 1-3-0 |
| 5  | 10 janvier | St. Patricks de Toronto | 7 - 14 | Les Canadiens           | 2-3-0 |
| 6  | 12 janvier | Bulldogs de Québec      | 3 - 7  | Les Canadiens           | 3-3-0 |
| 7  | 14 janvier | Les Canadiens           | 4 - 3  | St. Patricks de Toronto | 4-3-0 |
| 8  | 17 janvier | Sénateurs d'Ottawa      | 2 - 3  | Les Canadiens           | 5-3-0 |
| 9  | 21 janvier | St. Patricks de Toronto | 2 - 3  | Les Canadiens           | 6-3-0 |
| 10 | 24 janvier | Les Canadiens           | 8 - 4  | Bulldogs de Québec      | 7-3-0 |
| 11 | 28 janvier | Bulldogs de Québec      | 3 - 4  | Les Canadiens           | 8-3-0 |
| 12 | 31 janvier | Les Canadiens           | 3 - 11 | Sénateurs d'Ottawa      | 8-4-0 |

### 2edemie

#### Février
| No | Date       | Visiteur                | Score | Domicile                | Fiche |
| -- | ---------- | ----------------------- | ----- | ----------------------- | ----- |
| 13 | 4 février  | Les Canadiens           | 6 - 5 | St. Patricks de Toronto | 1-0-0 |
| 14 | 7 février  | Bulldogs de Québec      | 2 - 6 | Les Canadiens           | 2-0-0 |
| 15 | 11 février | Les Canadiens           | 3 - 4 | Sénateurs d'Ottawa      | 2-1-0 |
| 16 | 14 février | Sénateurs d'Ottawa      | 3 - 2 | Les Canadiens           | 2-2-0 |
| 17 | 18 février | St. Patricks de Toronto | 8 - 2 | Les Canadiens           | 2-3-0 |
| 18 | 21 février | Les Canadiens           | 7 - 8 | Bulldogs de Québec      | 2-4-0 |
| 19 | 25 février | Les Canadiens           | 3 - 6 | Sénateurs d'Ottawa      | 2-5-0 |
| 20 | 28 février | Bulldogs de Québec      | 6 - 8 | Les Canadiens           | 3-5-0 |

#### Mars
| No | Date    | Visiteur                | Score  | Domicile                | Fiche |
| -- | ------- | ----------------------- | ------ | ----------------------- | ----- |
| 21 | 3 mars  | Les Canadiens           | 16 - 3 | Bulldogs de Québec      | 4-5-0 |
| 22 | 6 mars  | Sénateurs d'Ottawa      | 4 - 3  | Les Canadiens           | 4-6-0 |
| 23 | 10 mars | St. Patricks de Toronto | 2 - 7  | Les Canadiens           | 5-6-0 |
| 24 | 13 mars | Les Canadiens           | 4 - 11 | St. Patricks de Toronto | 5-7-0 |

## Effectif
- Directeur Général : George Kennedy
- Entraîneur : Newsy Lalonde
- Gardien de but : Georges Vézina
- Centres : Newsy Lalonde, Didier Pitre, Howard McNamara
- Ailier : Louis Berlinguette, Jack Coughlin, Odie Cleghorn, Amos Arbour, Don Smith
- Défenseur : Bert Corbeau, Billy Coutu, Harry Cameron